# 巴雷奇河

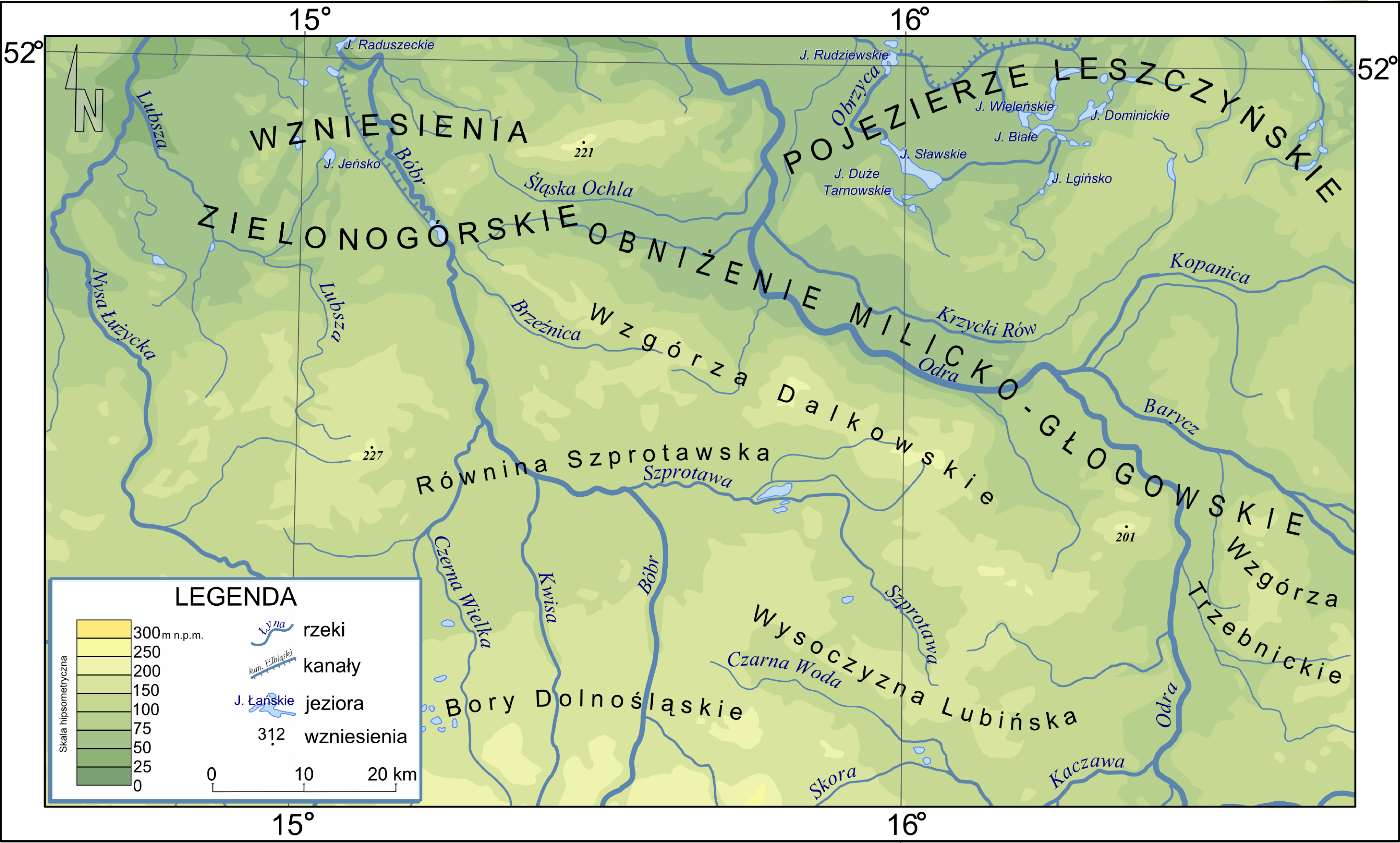

巴雷奇河是波蘭的河流，屬於奧得河的右支流，位於該國西部，河道全長139公里，流域面積5,526平方公里，發源自大波蘭地區奧斯特魯夫。

## 外部連結
- The Barycz River Valley

51°41′11″N 16°15′09″E / 51.6864°N 16.2525°E